# مجلة الكوفة
مجلة الكوفة Kufa Review مجلة فصلية أكاديمية محكّمة تنشر دراسات أكاديمية باللغتين العربية والإنجليزية، وتصدر بطبعة ورقية من دار التنوير ببيروت وطبعة إلكترونية عبر موقع خاص بها. ويشمل اهتمامُها نطاقًا واسعاً من الدراسات في العلوم الإنسانية والحقول البينيّة الأخرى مثل الفلسفة وعلم النفس وعلم الإنسان ونظرية الأدب والدراسات الثقافية ودراسات الترجمة، والدراسات الفكريّة بعامة. صدر عددها الأول في شتاء 2012.
تظهر المجلة بأربعة أعداد في العام ويتضمن كلّ عدد قسميْن عربي وإنجليزي، بما يقارب 10-15 دراسة عربية وإنجليزية، و 6-7 مراجعات كتب حديثة. كما تتضمن باباً خاصاً للكتابة عن الكتابة هو باب ختام العدد. يحمل غلافا كلّ عدد عمليْن فنّييْن لفنّان تشكيلي مع تعريف به باللغتين العربية والإنجليزية في طيّتيْ الغلافين. وتتضمّن بعض أعدادها محاور خاصة بموضوعات تتعلق بالثقافة العربية والعراقية فكراً وثقافة.

## موقع المجلة على شبكة الإنترنت
يشارك في التحرير والاستشارة نخبةٌ من الأكاديميين المرموقين في العالميْن العربي والغربي ممّن يعملون في جامعات ومؤسسات ثقافية متميّزة.
يتولى الإشراف العام على المجلة رئيس جامعة الكوفة الدكتور عقيل عبد ياسين.
ويتولى رئاسة التحرير كلّ من الدكتور حسن ناظم والدكتور عباس كاظم.
وتتألف هيأة التحرير من الأستاذ فلاح رحيم، والأستاذ علي حاكم صالح، والأستاذ سعيد الغانمي، والدكتور ناظم عودة، والدكتور لؤي حمزة عباس، والدكتور هيثم سرحان.

## الهيئة الاستشارية
تتألف الهيئة الاستشارية من علي حرب (فيلسوف لبناني)، فالح عبد الجبار (مدير معهد دراسات عراقية - بيروت)، روجر أوين (جامعة هارفرد – الولايات المتحدة الأميركية)، ريتشارد نورتون (جامعة بوسطن – أميركا)، كمال أبو ديب (جامعة لندن – المملكة المتحدة)، عبد الجبار الرفاعي (مدير مركز دراسات فلسفة الدين - بغداد)، روي متحدة جامعة هارفرد، جون فول (جامعة جورج تاون – أميركا)، أريك دافيس (جامعة رتجرز – أميركا)، إليزابيث سي ستون (جامعة ستوني بروك – أميركا)، حسن نافعة (جامعة القاهرة - مصر)، رضوان السيّد (الجامعة اللبنانية - لبنان)، محمود المظفر (جامعة الكوفة – العراق)، فرانكو داغوستينو (جامعة سابينزا في روما، إيطاليا)، جيسون ستراكيس (معهد جيورجيتسراتالي للدراسات الشرقية - جامعة ولاية إليا - جورجيا).
هدف المجلة النهوض بعالم الدراسات الفكرية في العالم العربي عبر نشر بحوث مُعمّقة تعالج المشكلات الراهنة في الثقافة والمجتمع العربيين مُعالجةً تتضمن إضافة نوعيّة في حقول المعرفة بأقلام خيرة الكتّاب العرب والأجانب.

## وصلات خارجية
- موقع المجلة: http://www.uokufa.edu.iq/journals/index.php/Kufa_Review

- ناشر المجلة: دار التنوير